# Макордсвил (Индијана)
Макордсвил (енгл. McCordsville) град је у америчкој савезној држави Индијана.

## Демографија
По попису из 2010. године број становника је 4.797, што је 3.663 (323,0%) становника више него 2000. године.
| Група             | 2000.         | 2010.         |
| Белци             | 1.095 (96,6%) | 3.854 (80,3%) |
| Афроамериканци    | 7 (0,6%)      | 493 (10,3%)   |
| Азијати           | 0 (0,0%)      | 110 (2,3%)    |
| Хиспаноамериканци | 13 (1,1%)     | 209 (4,4%)    |
| Укупно            | 1.134         | 4.797         |